# Mega-Sena
La Mega-Sena es una lotería brasileña que fue creada en 1996 por la Caixa Econômica Federal, el banco público más grande de Brasil. El sorteo de la Mega-Sena se realiza dos veces por semana, los miércoles y sábados por la noche, y ofrece premios multimillonarios a los afortunados ganadores.

## Como jugar
El juego consiste en elegir seis números de un total de 60 posibles. El precio de una apuesta simple es de R$ 4,50, pero los jugadores también pueden optar por realizar apuestas múltiples y aumentar sus posibilidades de ganar. El premio principal, conocido como "Sena", se otorga a aquellos que aciertan los seis números sorteados. Si nadie acierta la Sena, el premio se acumula para el próximo sorteo, lo que puede resultar en premios de varios millones de reales.
Además de la Sena, la Mega-Sena también ofrece otros premios para aquellos que aciertan cinco números (conocido como "Quina") o cuatro números (conocido como "Quadra"). Estos premios también pueden acumularse si nadie los gana.

## Mega-Sena da Virada
La Mega-Sena da Virada es una lotería especial que se celebra en Brasil todos los años el 31 de diciembre, justo antes de la celebración de Año Nuevo. Se trata de un sorteo que ofrece un premio récord, que suele superar los cien millones de reales brasileños, y que se distribuye entre aquellos que acierten los seis números sorteados.
Al igual que en la Mega-Sena tradicional, para jugar a la Mega-Sena da Virada es necesario elegir seis números de un total de 60 posibles. El precio de una apuesta es el mismo que en el sorteo habitual, R$ 4,50, y también se pueden realizar apuestas múltiples para aumentar las posibilidades de ganar.
El premio de la Mega-Sena da Virada no se acumula para el siguiente sorteo si nadie acierta los seis números. En su lugar, el premio se divide entre aquellos que acierten cinco números, cuatro números o incluso tres números, lo que significa que es posible ganar un premio aunque no se acierten los seis números.
Mega-Sena da Virada no es una lotería regular, y solo se celebra una vez al año. Por esta razón, la Mega-Sena da Virada atrae a muchos más jugadores que el sorteo habitual, y la probabilidad de ganar el premio principal es mucho más baja que en el sorteo normal. 